# Luis Alberto Lacalle
Luis Alberto Lacalle (Montevideo, 1941. július 13. –) uruguayi politikus, 1990 és 1995 között az ország elnöke. Luis Lacalle Pou uruguayi elnök édesapja.

## Pályafutása
Lacalle már 17 éves kora óta aktív a politikai életben, a Partido Nacional (Nemzeti Párt) tagja. 1961-től a Clarín napilapnál dolgozott újságíróként. 1971-ben az egyik montevideói választókörzetben megválasztották a parlamentbe, amelynek az 1973-as puccsig tagja volt. 1974-ben szerezte meg jogi diplomáját az Universidad de la República Oriental del Uruguay egyetemen. A demokrácia helyreállítása után 1984-ben szenátorrá választották.
1989-ben sikerrel indult az elnökválasztáson, és 1990. március 1-jén elfoglalta hivatalát. Társalapítója volt a MERCOSUR regionális kereskedelmi szervezetnek, amely Uruguayon kívül Paraguayt, Argentínát és Brazíliát foglalja magába. 1995-ig állt az ország élén. 
2009-ben ismét indult az elnökválasztáson, de veszített José Mujicával szemben.